# دانييل خواريز
دانييل خواريز (بالإسبانية: Heriberto Juárez)‏ هو نحات ورسام مكسيكي، ولد في 16 مارس 1932 في Acolman ‏ في المكسيك، وتوفي في 26 أغسطس 2008 في مدينة مكسيكو في المكسيك.